# Prairie Meteorite Network
Le Prairie Meteorite Network est un réseau de caméras installé aux États-Unis pour observer les bolides pénétrant dans l'atmosphère, actif de 1964 à 1975. Le traitement des données issues de ces observations a permis de faciliter la récupération des météorites provenant de ces bolides ainsi que d'identifier l'origine de ces objets dans le Système solaire.

## Historique
Le Prairie Meteorite Network était un système de seize stations de caméras dans le Midwest. Elles étaient situées dans l'Oklahoma (2), le Kansas (3), le Missouri (2), l'Illinois (1), l'Iowa (2), le South Dakota (2) et le Nebraska (4). Le réseau était géré par le Smithsonian Astrophysical Observatory de 1964 à 1975. Le réseau utilisait des caméras avec objectif fisheye de 6,3 à 12 pouces de focale. L'enregistrement se faisait sur pellicule au format de 9 x 18 pouces.
Au cours de l'activité du réseau la météorite de Lost City du 3 janvier 1970 a permis de remonter à la trajectoire du corps parent. Elle est la seconde après la météorite de Příbram en 1959.